# Orville Harrold

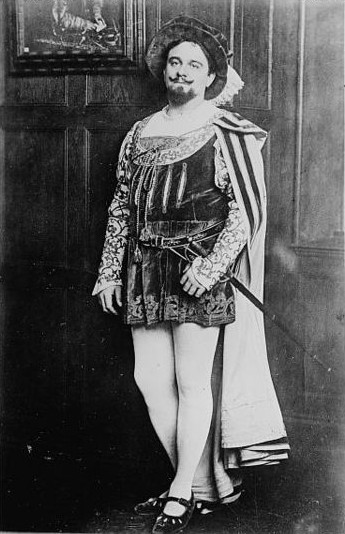
Orville Harrold nel Faust (tra il 1920 e il 1925)

Orville Harrold (Conwan (Indiana), 17 novembre 1877 – Norwalk, 23 ottobre 1933) è stato un tenore e artista di musical statunitense.

## Biografia
Iniziò la sua carriera nel 1906 come interprete di operette a New York e fu anche notato durante la sua carriera iniziale in spettacoli di cabaret, teatro musicale e vaudeville. Con l'aiuto di Oscar Hammerstein I, si dedicò all'opera nel 1910 come tenore principale con i teatri di Hammerstein a New York e Filadelfia. La sua carriera da questo momento in poi consistette principalmente in spettacoli d'opera, ma in seguito tornò periodicamente all'operetta e al teatro musicale. In particolare creò il ruolo del capitano Dick Warrington nella prima mondiale dell'operetta Naughty Marietta di Victor Herbert nel novembre 1910.
Come cantante d'opera Harrold si specializzò nel repertorio di tenore lirico nelle lingue italiana e francese. Nel 1911-1912 si esibì con il teatro dell'opera di Hammerstein a Londra. Dal 1912 al 1922 fu uno dei principali tenori d'opera di Chicago, esibendosi con una varietà di compagnie in quella città. Trascorse gli ultimi 6 anni della sua carriera operistica esibendosi al Metropolitan Opera di New York, dando la sua ultima rappresentazione nel 1924. Continuò ad esibirsi in spettacoli di vaudeville fino alla fine degli anni '20.
Ha realizzato diversi dischi fonografici durante la sua carriera, comprese le registrazioni per la Edison Records, Columbia Records (1913–1916) e Victor Talking Machine Company (1920–1924).

### Primi anni
Nato a Cowan, nell'Indiana, Harrold era figlio di John William Harrold e di sua moglie Emily (nata Chalfant). I suoi genitori erano contadini e all'età di 9 anni si trasferì con la famiglia a Lyons, nel Kansas. Si trasferirono di nuovo a Newton, Kansas, quando aveva 13 anni. A Newton iniziò a prendere lezioni di canto con il supervisore musicale della sua scuola, la signora Gaston Boyd, che si era diplomata al New England Conservatory. In Kansas cantò con vari cori di comunità e di chiesa e si esibì in un quartetto vocale. Ha anche vinto un concorso musicale locale. Nel 1893 si esibì alla Fiera mondiale di Chicago. Nel 1894 lui e la sua famiglia tornarono a Cowan, nell'Indiana. Ha suonato in una band a Muncie dove ha anche iniziato a prendere lezioni di violino e ha cantato nei cori delle chiese. Nel 1898 sposò Euphamia Evelyn “Effie” Kiger dalla quale ebbe tre figli. Divorziarono nel 1913. La sua seconda moglie era una collega cantante, Lydia Locke; si sposarono nel 1913 e divorziarono nel 1917.

### Formazione e carriera iniziale
Dopo essere stato incoraggiato a intraprendere la carriera di cantante da Ernestine Schumann-Heink, Harrold si trasferì a New York nel 1906 per proseguire gli studi in opera e recitazione. Fece il suo debutto sul palcoscenico nell'estate del 1906 nell'operetta leggera The Social Whirl al Casino Theatre della The Shubert Organizationn. L'anno successivo interpretò Lord Drinkwell nella produzione originale di Julian Edwards e Stanislaus Stange di The Belle of London Town al Lincoln Square Theatre. Nel 1908 si esibì nello spettacolo itinerante di vaudeville Wine, Women, & Song.
Dopo essere apparso in diverse produzioni di operette in teatri minori e cantato in spettacoli di cabaret a New York per alcuni anni, Harrold ebbe finalmente una grande svolta nella sua carriera quando attirò l'attenzione di Oscar Hammerstein I nel 1909. Hammerstein "scoprì" il cantante mentre assisteva ad un'operetta al Victoria Theatre. Hammerstein prese il cantante sotto tutela e lo mise sotto la guida dell'insegnante di canto Oscar Saenger, pagando lui stesso le lezioni di canto. Harrold in seguito proseguì gli studi a Parigi nel 1912-1913.
Nel 1910 Harrold entrò nello staff dei cantanti sia alla Manhattan Opera House di Hammerstein che alla Philadelphia Opera Company di Hammerstein; debuttando con entrambe le compagnie nella primavera del 1910 come Canio nei  Pagliacci di Ruggero Leoncavallo con Mario Sammarco come Tonio e Giuseppe Sturani alla direzione. Cantò in un altro ruolo con quelle compagnie, un trionfante successo come Duca di Mantova nel Rigoletto di Giuseppe Verdi con Giovanni Polese nel ruolo del protagonista e Luisa Tetrazzini come Gilda, prima che fallissero nello stesso anno.
Nel novembre 1910 Harrold tornò a recitare nel repertorio dell'operetta quando interpretò il ruolo del capitano Dick Warrington nella prima produzione di Naughty Marietta di Victor Herbert al fianco di Emma Trentini nel ruolo del protagonista al New York Theatre. Fu un successo, rimase con lo spettacolo per la maggior parte del 1911 quando fece una tournée negli Stati Uniti. Continuò a recitare in opere anche nel 1911-1912 alla London Opera House di Hammerstein, interpretando Alfredo ne La traviata di Verdi, Arnold Melchtal nel Guglielmo Tell di Gioachino Rossini, Il duca di Mantova, Edgardo nella Lucia di Lammermoor di Gaetano Donizetti, Ferrando ne La favorita, Jean Grenicheux in Les cloches de Corneville di Robert Planquette, Romeo in Romeo e Giulietta di Gounod e il ruolo principale nel Faust di Charles Gounod.

### Cantante a Chicago e in altre città americane
Harrold è stato uno dei principali tenori di Chicago dal 1912 al 1922. Ha cantato con la Chicago Grand Opera Company (1912–1913), la Chicago Opera Association (1916–1919) e la Chicago Civic Opera (1922). Si esibì anche in opere al Ravinia Park durante i mesi estivi del 1916-1919 e del 1922, interpretando i ruoli di Alfredo, Almaviva ne Il barbiere di Siviglia di Rossini, Canio, Des Grieux nella Manon di Jules Massenet (con Marguerite Beriza come protagonista), Dimitri nel Boris Godunov di Modest Musorgskij, Don Jose nella Carmen di Georges Bizet, il Duca di Mantova , Edgardo, Faust, Gerald in Lakmé di Leo Delibes, Lionel in Martha di Friedrich von Flotow, Nemorino in L'elisir d'amore di Donizetti, Pinkerton in Madama Butterfly di Giacomo Puccini, Rodolfo in La bohème di Puccini, Thaddeus in The Bohemian Girl di Michael William Balfe, Turiddu in Cavalleria Rusticana, Win-San-Lui ne L'oracolo di Franco Leoni e i ruoli principali in I racconti di Hoffmann e L'amico Fritz.
Nel 1913 Harrold cantò all'Indianapolis Wagner Festival. Tornò a New York City nel 1914-1915 per esibirsi con la Century Opera Company, cantando i ruoli di Lionel, Pinkerton, Radames nell'Aida di Verdi e Romeo di Gounod. Tornò al vaudeville nel 1915, esibendosi in operette e arie d'opera in uno spettacolo di varietà al Palace Theatre di New York City. Ha poi interpretato il ruolo di "The Hero" nel cast originale del musical Hip! Hip! Hooray! al New York Hippodrome, che andò in scena per 425 spettacoli dal 30 settembre 1915 al 3 giugno 1916. Nel 1918-1919 cantò con la Society of American Singers a New York City come Canio, Hoffmann, Lionel, Nanki-Poo in The Mikado , Pinkerton, Thaddeus, Turridu e i ruoli principali in Fra Diavolo di Daniel Auber e Robin Hood di Reginald De Koven. Nella primavera del 1919 fece un tour negli Stati Uniti con la Scotti Opera Company, cantando Pinkerton, Turiddu e Win-San-Lui.

### Successiva carriera al Metropolitan e più avanti negli anni
Harrold è stato uno dei principali tenori al Metropolitan Opera di New York City dal 1919 al 1924. Ha debuttato al Met come il principe Leopold in La Juive di Fromental Halévy con Enrico Caruso come Eléazar e Rosa Ponselle come Rachel. L'anno successivo creò il ruolo di Meïamoun nella prima mondiale di Cleopatra's Night di Henry Kimball Hadley. Ha cantato in diverse prime negli Stati Uniti al Met, tra cui ruoli da protagonista in Die tote Stadt (1921, al fianco di Maria Jeritza  nel ruolo della protagonista) di Erich Wolfgang Korngold e Fanciulla di neve (fiaba di primavera) (1922, come lo zar) di Nikolai Rimsky-Korsakov. Ha anche interpretato il ruolo di Julien nella prima messa in scena al Met di Louise di Gustave Charpentier nel gennaio 1921 con Geraldine Farrar. Alcuni degli altri ruoli che ha cantato al Met sono stati Almaviva, Dmitri, Don José, Edgardo, Faust, il cantante italiano in Il cavaliere della rosa di Richard Strauss, Nicias in Thaïs di Massenet, Pinkerton, Rodolfo, Turiddu, Win-San-Lui e i ruoli principali in Lohengrin  e Parsifal di Richard Wagner.
Harrold ha anche fatto diverse apparizioni alla Carnegie Hall mentre cantava al Met. Nel 1922 cantò al fianco di Madame Charles Cahier nella prima newyorkese di Das Lied von der Erde di Mahler sotto la direzione di Artur Bodanzky. Dopo aver lasciato il Met nel 1924, non si esibì mai più nell'opera. Ha fatto un'ultima apparizione a Broadway nel 1925, interpretando Peter Novak nel musical Holka Polka al Lyric Theatre. Ha continuato a esibirsi nel vaudeville fino alla fine degli anni '20.
Morì nel 1933 a Norwalk (Connecticut).

### Eredità
Suo figlio Jack Harrold è stato un tenore buffo con la New York City Opera.